# Fahel
Leandro Fahel Matos, mais conhecido simplesmente como Fahel (Teófilo Otoni, 15 de agosto de 1981), é um ex-futebolista brasileiro naturalizado português que atuava como volante. Atualmente é auxiliar técnico do Juventude.

## Carreira
Revelado pelo América Mineiro, Fahel pôde ser campeão mineiro pelo Ipatinga em 2005, no time montado pelo treinador Ney Franco. Suas boas atuações levaram-lhe ao futebol português por cerca de três anos.[carece de fontes?]
Em maio de 2008, retornou ao Brasil para atuar no Atlético Paranaense, novamente com Ney Franco. Após a saída do treinador do rubro-negro, Fahel foi dispensado e acertou sua transferência para o Goiás.
Titular no Goiás, o volante foi contratado pelo Botafogo para a temporada 2009, onde trabalhou junto com Ney Franco mais uma vez. Em sua apresentação, Fahel admitiu estar realizando um sonho de infância ao jogar no Rio de Janeiro, pois, mineiro de Teófilo Otoni, assistia aos jogos dos clubes da cidade quando pequeno.
No total, disputou 113 jogos e marcou seis gols pelo clube de General Severiano.

### Bahia
No dia 16 de maio de 2011, foi anunciado como novo reforço do Bahia. No Tricolor reencontrou seu futebol marcador e assertivo, sempre titular da equipe e um dos xodós da torcida baiana. Perigoso nas cabeçadas, mesmo sendo volante conseguiu ser um dos artilheiros do Bahia no Campeonato Brasileiro de 2012. Passou quatro anos no clube, e em 187 partidas pelo Tricolor de Aço, o volante marcou 25 gols. Conquistou os títulos do Campeonato Baiano em 2012 e 2014, marcando gols nas duas decisões. Em 2014 esteve na péssima campanha da equipe no Campeonato Brasileiro, em que o Bahia terminou em 18º e acabou rebaixado.
Deixou o clube em janeiro de 2015.

### Paysandu
No dia 24 de abril de 2015, Fahel assinou com o Paysandu até o final do ano.

## Títulos
Ipatinga
- Campeonato Mineiro: 2005

Botafogo
- Taça Guanabara: 2009 e 2010
- Campeonato Carioca: 2010
- Taça Rio: 2010

Bahia
- Campeonato Baiano: 2012[12] e 2014